# Meurtres à Toulouse
Pour plus de détails, voir Fiche technique et Distribution.
Meurtres à Toulouse est un téléfilm français de la collection Meurtres à..., écrit par Jean-Marie Chavent et Luc Chaumar et réalisé par Sylvie Ayme

## Synopsis
Le commandant de police Simon Keller, affaibli par la maladie, fait équipe avec une jeune recrue sortant de l'école, Cécile Gimet, pour enquêter sur le meurtre d'un homme retrouvé dans la basilique Saint-Sernin de Toulouse, autour de la chanson "Toulouse" de Claude Nougaro.

## Fiche technique
- Réalisation :  Sylvie Ayme
- Scénario : Jean-Marie Chavent, Luc Chaumar
- Premier assistant réalisateur : Thibault Guerrier
- Régisseur général : Florent Cocâtre
- Producteurs :Jean-Baptiste Neyrac
- Production : Neyrac Films et la RTBF et la participation de TV5 Monde
- Directeur de la photographie : Marc Romani
- Montage : Manuel de Sousa
- Musique : Jérôme Lemonnier
- Sociétés de production : Neyrac Films
- Pays d'origine :  France
- Langue originale : français
- Genre : policier
- Durée : 90 minutes

## Distribution
- Lionnel Astier : commandant Simon Keller
- Camille Aguilar : capitaine Cécile Gimet
- Astrid Whettnall : procureur Isabelle Barutel
- Yvan Le Bolloc'h : Frédéric Gomez, le frère du père de Cécile
- Marc Citti : Serge Blondin
- Annelise Hesme : Nathalie Gimet, la mère de Cécile
- Samia Sassi : Sophie Barel
- Lise Lafont : Stéphanie Cariou
- Fred Tournaire : Franck Letellier
- Julien Lucas : José Vilanova
- Delphine Alvado : médecin légiste
- Élodie Buisson : professeur Claire Bariety
- Émilie Perrin : Fiona Furhman
- Franck Pech : Denis Lacoste
- Julien Sabatié Ancora : le médecin
- Nicolas Lainé : employé archives
- Adrien Guitton : brigadier Aupetit
- Erwan Valette : ouvrier Radoub 1
- Thierry Calas : ouvrier Radoub 2
- Samuel Mathieu : Mathieu
- Julie Kpéré : la policière
- Boris Petitou : le policier
- Vinaya : l'interne
- Christophe Guemy : Jérôme Dottin

## Tournage
Le tournage a eu lieu en juillet et août 2020 à Toulouse (rue du Taur, rue des Trois-Renards, rue Émile-Cartailhac, basilique Saint-Sernin, place Saint-Sernin, cimetière de Terre-Cabade, avenue du Cimetière, médiathèque José-Cabanis, pont Saint-Pierre, rue du Pont-Saint-Pierre, Ponts-Jumeaux, boulevard de la Marquette, cours Dillon, musée Saint-Raymond, place Saint-Sernin, 
Le Florida, place du Capitole, rue du Sénéchal, pont du quai de Tounis, bassin de radoub, allée des Demoiselles, allée de Brienne, quai Saint-Pierre, quai Lucien-Lombard, place de la Daurade, rue Valade, rue Pargaminières, place Rouaix, allée Gisèle-Halimi, rue du Languedoc, Pont-Neuf, Hôtel-Dieu),,,.

## Audience
- France : 5,892 millions de téléspectateurs (1re diffusion France 3, 29 mai 2021) (26.6 % de part d'audience) [5]